# Elandon Roberts
Elandon Roberts (Port Arthur, 22 aprile 1994) è un giocatore di football americano statunitense che milita nel ruolo di linebacker per i Las Vegas Raiders della National Football League (NFL).

## Carriera

### New England Patriots
Roberts al college giocò a football alla Morgan State University nel 2012 e all'Università di Houston dal 2013 al 2015. Fu scelto nel corso del sesto giro (214º assoluto) del Draft NFL 2016 dai New England Patriots. Disputò la prima gara come titolare il 16 ottobre 2016 contro i Cincinnati Bengals mettendo a segno 7 tackle nella vittoria. Nella settimana 16 contro i New York Jets guidò la squadra con 11 tackle e forzò un fumble recuperato dal compagno Malcolm Butler. Il 5 febbraio 2017, Roberts partì come titolare nel Super Bowl LI vinto contro gli Atlanta Falcons per 34-28 ai tempi supplementari, in fece registrare 2 tackle.
Alla fine della stagione 2018 Roberts vinse il Super Bowl LIII battendo i Los Angeles Rams per 13-3, conquistando il suo secondo anello.

### Miami Dolphins
Nel 2020 Roberts firmò con i Miami Dolphins.

### Pittsburgh Steelers
Il 16 marzo 2023 Roberts firmò un contratto biennale con i Pittsburgh Steelers.

### Las Vegas Raiders
Il 13 marzo 2025 Roberts firmò con i Las Vegas Raiders.

## Palmarès

### Franchigia
- Super Bowl : 2

New England Patriots: LI, LIII
- American Football Conference Championship: 3

New England Patriots: 2016, 2017, 2018